# Терлоєва Мілана Зайдинівна
Мілана Зайдинівна Терлоєва (фр. Milana Terloeva, справжнє ім'я Мілана Бахаєва, чеч. Милана Бахаева; 30 грудня 1979, Орєхово, Ачхой-Мартановський район, Чечено-Інгуська АРСР, РРФСР, СРСР) — чеченська журналістка та письменниця, автор франкомовної книги 2006 року «Танцюючи на руїнах. Чеченська молодість» (фр. Danser sur les ruines. Une jeunesse tchétchène).
Біженка в роки другої чеченської війни, Мілана стала однією з восьми чеченських студентів Грозненського університету, яких французька організація «Навчання без кордонів» (фр. Etudes Sans Frontières) вибрала 2003 року для навчання закордоном. 2006 року Мілана здобула журналістську освіту у престижному французькому виші — Паризькому університеті політичних наук (фр. Institut d'Études Politiques de Paris)..
Мілана вільно розмовляє чеченською, французькою, англійською та російською мовами, вміє читати арабською. Цікавиться живописом та російською літературою.
Після навчання Мілана повернулася в Грозний, де працює над створенням європейського культурного центру в Чечні, а також над другою книгою, присвяченою долі чеченської жінки.